# Posh (opera teatrale)
Posh è un'opera teatrale di Laura Wade che ha per protagonisti i membri del Riot Club, un'associazione immaginaria ispirata dal Bullingdon Club di Oxford.

## Trama
I dieci membri del Riot Club, un esclusivo club di studenti dell'Università di Oxford, si riuniscono per cena in un pub di provincia e il loro presidente, James, prossimo alla laurea, promette al proprietario della locanda che nulla di strano accadrà nella loro sala. Tuttavia, gli altri membri si sono stancati del perbenismo di James e pianificano di realizzare i loro soliti danni e poi eleggere un nuovo presidente. Con il passare delle ore, i ragazzi sono sempre più ubriachi e aggressivi e finiscono per far venire una prostituta, provano a obbligare Rachel (la figlia del padrone) a baciarli e pestano a sangue Chris, il proprietario del locale.
I ragazzi si accorgono di essersi spinti troppo oltre e decidono di fare ricadere tutta la colpa su Alistair, il ragazzo che aveva scatenato la violenza degli amici con un discorso contro i poveri. Alcune settimane dopo Jeremy, un potente politico conservatore il cui nipote è un membro del Riot, si incontra con Alistair e si congratula con lui per le proprie idee e lo incoraggia a proseguire su quella strada: ha grandi progetti per lui.

## Produzioni
Posh ha debuttato al Royal Court Theatre di Londra con recensioni molto positive e nel 2012 lo spettacolo è stato riproposto nel West End, il cuore del quartiere dei teatri londinesi. Facevano parte del cast originale: Tom Mison, Kit Harington, David Dawson, James Norton, Leo Bill e Daniel Ryan.

## Adattamento cinematografico
Nel 2014 Lone Scherfig ha diretto l'adattamento cinematografico Posh, con Max Irons, Sam Claflin, Douglas Booth, Freddie Fox e Natalie Dormer.